# 39. ceremonia wręczenia nagród Grammy
39. ceremonia wręczenia nagród Grammy, prestiżowych amerykańskich nagród muzycznych wręczanych przez Narodową Akademię Sztuki i Techniki Rejestracji odbyła się w niedzielę, 26 lutego 1997 roku.

## Nagrody

### Obszar generalny
Lista składa się ze wszystkich nominowanych, a zwycięzcy zostaną pogrubieni.

#### Nagranie roku
- "Change the World" – Eric Clapton
- "Give Me One Reason" – Tracy Chapman
- "Because You Loved Me" – Céline Dion
- "Ironic" – Alanis Morissette
- "1979" – The Smashing Pumpkins

#### Album roku
- Falling Into You – Céline Dion
- Odelay – Beck
- The Score – Fugees
- Mellon Collie and the Infinite Sadness – The Smashing Pumpkins
- Waiting to Exhale Soundtrack – various artists

#### Piosenka roku
- "Change the World" – Eric Clapton (Autorzy: Gordon Kennedy, Wayne Kirkpatrick & Tommy Sims)
- "Because You Loved Me" – Céline Dion (Autor: Diane Warren)
- "Blue" – LeAnn Rimes (Autorzy: Bill Mack)
- "Exhale (Shoop Shoop)" – Whitney Houston (Autor: Kenneth "Babyface" Edmonds)
- "Give Me One Reason" – Tracy Chapman (Autor: Tracy Chapman)

#### Najlepszy nowy artysta
- LeAnn Rimes
- Garbage
- Jewel
- No Doubt
- The Tony Rich Project

### Pop

#### Najlepszy występ pop solowy kobiecy
- "Un-Break My Heart" – Toni Braxton

#### Najlepszy występ pop solowy męski
- "Change the World" – Eric Clapton

#### Najlepszy występ pop w duecie lub w zespole
- "Free as a Bird" – The Beatles

#### Najlepszy album popowy
- Falling into You – Céline Dion

### Rock

#### Najlepsza piosenka rockowa
- "Give Me One Reason" – Tracy Chapman

#### Najlepszy album rockowy
- Sheryl Crow – Sheryl Crow

#### Najlepszy występ rockowy kobiecy
- "If It Makes You Happy" – Sheryl Crow

#### Najlepszy występ rockowy męski
- "Where It's At" – Beck

#### Najlepszy występ rockowy w duecie lub w zespole
- "So Much to Say" – Dave Matthews Band

#### Najlepszy występ metalowy
- "Tire Me" – Rage Against the Machine

### Muzyka alternatywna

#### Najlepszy album alternatywny
- Odelay – Beck
- Boys for Pele – Tori Amos
- The Burdens of Being Upright – Tracy Bonham
- New Adventures in Hi-Fi – R.E.M.
- Mellon Collie and the Infinite Sadness – The Smashing Pumpkins

### R&B

#### Najlepsza piosenka R&B
- "Exhale (Shoop Shoop)" – Whitney Houston
- "Sittin' Up in My Room" – Brandy
- "You Put a Move on My Heart" – Tamia
- "Your Secret Love" – Luther Vandross
- "You're Makin' Me High" – Toni Braxton

#### Najlepszy album R&B
- Words – The Tony Rich Project
- Moving On – Oleta Adams
- Maxwell’s Urban Hang Suite – Maxwell
- New World Order – Curtis Mayfield
- Peace Beyond Passion – Me’shell Ndegeocello

#### Najlepszy występ R&B kobiecy
- "You're Makin' Me High" – Toni Braxton
- "Not Gon' Cry" – Mary J. Blige
- "Sittin' Up in My Room" – Brandy
- "Exhale (Shoop Shoop)" – Whitney Houston
- "You Put a Move on My Heart" – Tamia

#### Najlepszy występ R&B męski
- "Your Secret Love" – Luther Vandross
- "Lady" – D’Angelo
- "A Change Is Gonna Come" – Al Green
- "New World Order" – Curtis Mayfield
- "Like a Woman" – The Tony Rich Project

#### Najlepszy występ R&B w duecie lub w zespole
- "Killing Me Softly" – Fugees

### Rap

#### Najlepszy album hip-hopowy
- The Score – Fugees
- All Eyez On Me – 2Pac
- Beats, Rhymes and Life – A Tribe Called Quest
- Gangsta's Paradise – Coolio
- Mr. Smith – LL Cool J

#### Najlepsza Współpraca Rapowa/Śpiewana
- "Tha Crossroads" – Bone Thugs-N-Harmony
- "California Love" – 2Pac featuring Dr. Dre and Roger Troutman
- "How Do U Want It" – 2Pac featuring K-Ci & JoJo
- "1nce Again" – A Tribe Called Quest
- "Champagne" – Salt-N-Pepa

#### Najlepszy występ hip-hopowy
- "Hey Lover" – LL Cool J
- "1, 2, 3, 4 (Sumpin' New)" – Coolio
- "If I Ruled the World (Imagine That)" – Nas
- "Rock With You" – Heavy D
- "Woo Hah!! Got You All in Check" – Busta Rhymes

### Country

#### Najlepszy album country
- "The Road to Ensenada" – Lyle Lovett

#### Najlepsza piosenka country
- "Blue" – LeAnn Rimes

### New Age

#### Najlepszy album New Age
- The Memory of Trees – Enya

### Jazz

#### Najlepszy jazzowy występ wokalny
- Cassandra Wilson – New Moon Daughter

#### Najlepszy jazzowy występ instrumentalny
- Michael Brecker – Cabin Fever

#### Najlepszy jazzowy występ instrumentalny, indywidualny lub w zespole
- Michael Brecker – Tales From the Hudson

### Gospel

#### Najlepszy album pop gospel
- Tribute – The Songs of Andraé Crouch – Various Artists

#### Najlepszy album rock gospel
- "Jesus Freak" – DC Talk

#### Najlepszy album tradycyjny soul gospel
- Cissy Houston za Face to Face

#### Najlepszy album Contemporary soul gospel
- Kirk Franklin za Whatcha Lookin' 4

### Muzyka latynoamerykańska

#### Najlepszy występ pop latino
- Enrique Iglesias – Enrique Iglesias

### Reggae

#### Najlepszy album muzyki reggae
- Bunny Wailer – Hall of Fame: A Tribute to Bob Marley's 50th Anniversary

### World Music

#### Najlepszy album World Music
- The Chieftains za Santiago

### Dzieci

#### Najlepszy album dziecięcy
- Dedicated to the One I Love – Linda Ronstadt

#### Najlepszy album ze słowami dla dzieci
- "Stellaluna"